# 유지영 (홍콩의 배우)
유지영(중국어: 劉志榮 류즈룽[*], 1951년 11월 9일 ~ 2008년 5월 15일 )은 홍콩 출신의 영화 배우이자 영화 제작자이다.

## 생애
1972년 홍콩 영화 《대살수》(大殺手)의 단역으로 영화 배우로 데뷔하였다.

## 출연작

### 드라마
- 견자단의 정무문

### 영화
- 폴리스 스토리 - 장 변호사 역 1984년